# نيل كينغ
نيل كينغ هو لاعب كرة القدم الكندية كندي، ولد في 10 سبتمبر 1988 في إدمونتون في كندا.